# Brotherella erythrocaulis
Brotherella erythrocaulis là một loài rêu trong họ Sematophyllaceae. Loài này được (Mitt.) M. Fleisch. mô tả khoa học đầu tiên năm 1923.